# Grain (unité)
Pour les articles homonymes, voir Grain.
Le grain est une unité de mesure ancienne, soit de masse, soit de longueur (Gn). Il convertit une unité sèche en humide.
L'ajout de quelques grains en plus du poids légal d'une (pièce de) monnaie permettait à une pièce de monnaie exposée à l'usure de conserver sa masse légale plus longtemps ; c'est ce qui s'appelle le trébuchant qui permet de mouvoir la balance.
À l'origine, ce grain pouvait être un grain commun comme un grain d'orge, de froment ou de seigle, ou un grain plus petit.

## Grain, masse

### Unités européennes
- Mesures anciennes :

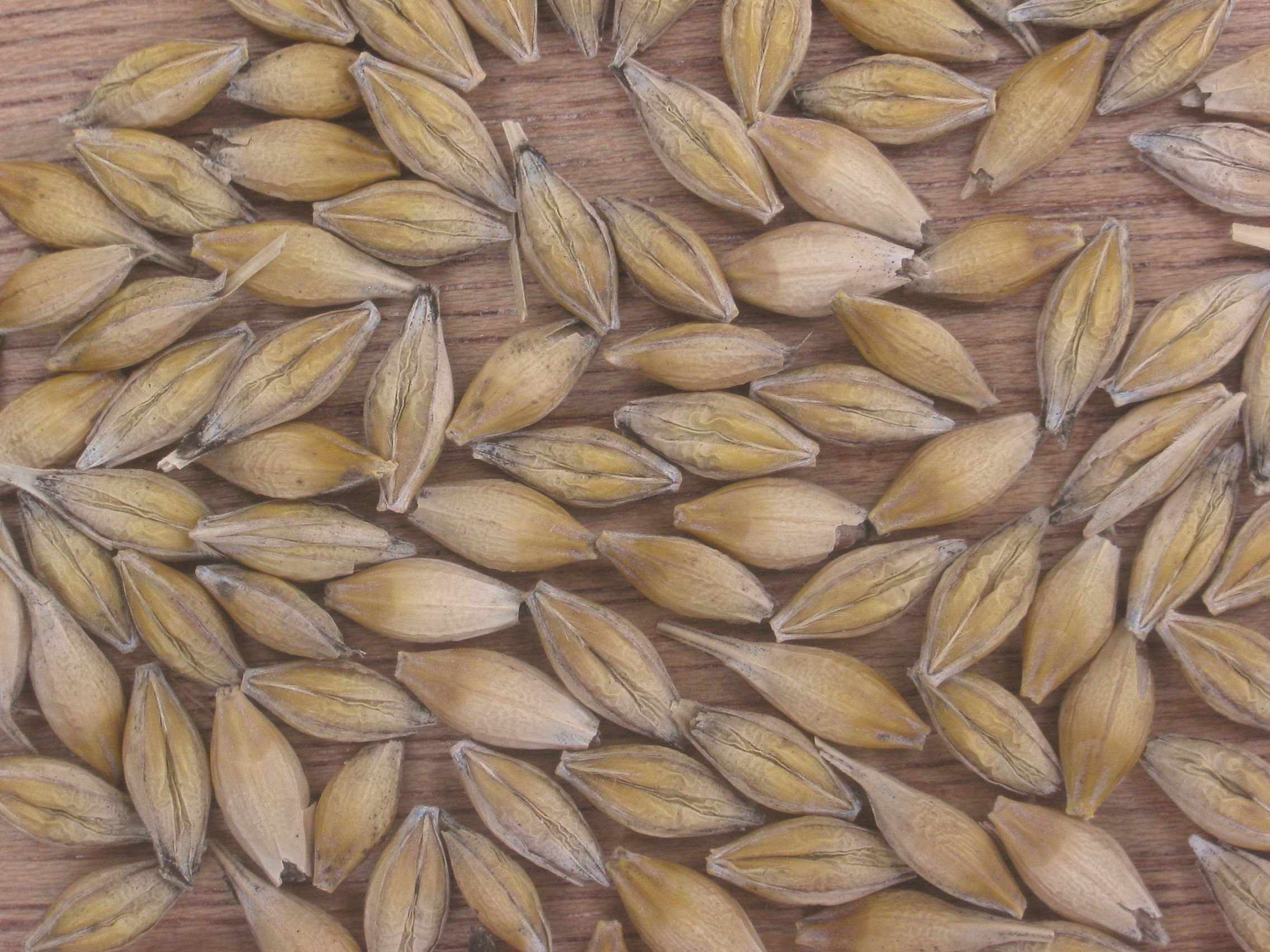
Grains d'orge

  - Le grain est une ancienne unité de masse représentant un soixante-douzième de gros, valant environ 53,114 milligrammes en France (division de la livre de Paris). C'est sensiblement la masse d'un bon grain d'orge ou de froment. Pour les apothicaires, le scrupule vaut 24 grains.
- En bijouterie :
  - Le grain est toujours utilisé dans sa définition décimale valant 49 milligrammes (environ 1/576 d'once avoirdupois ou un peu moins d'un quart de carat), pour exprimer le poids de lots de perles d'Orient ou de diamants.

### Unités anglo-saxonnes
- Chez les Anglo-Saxons :

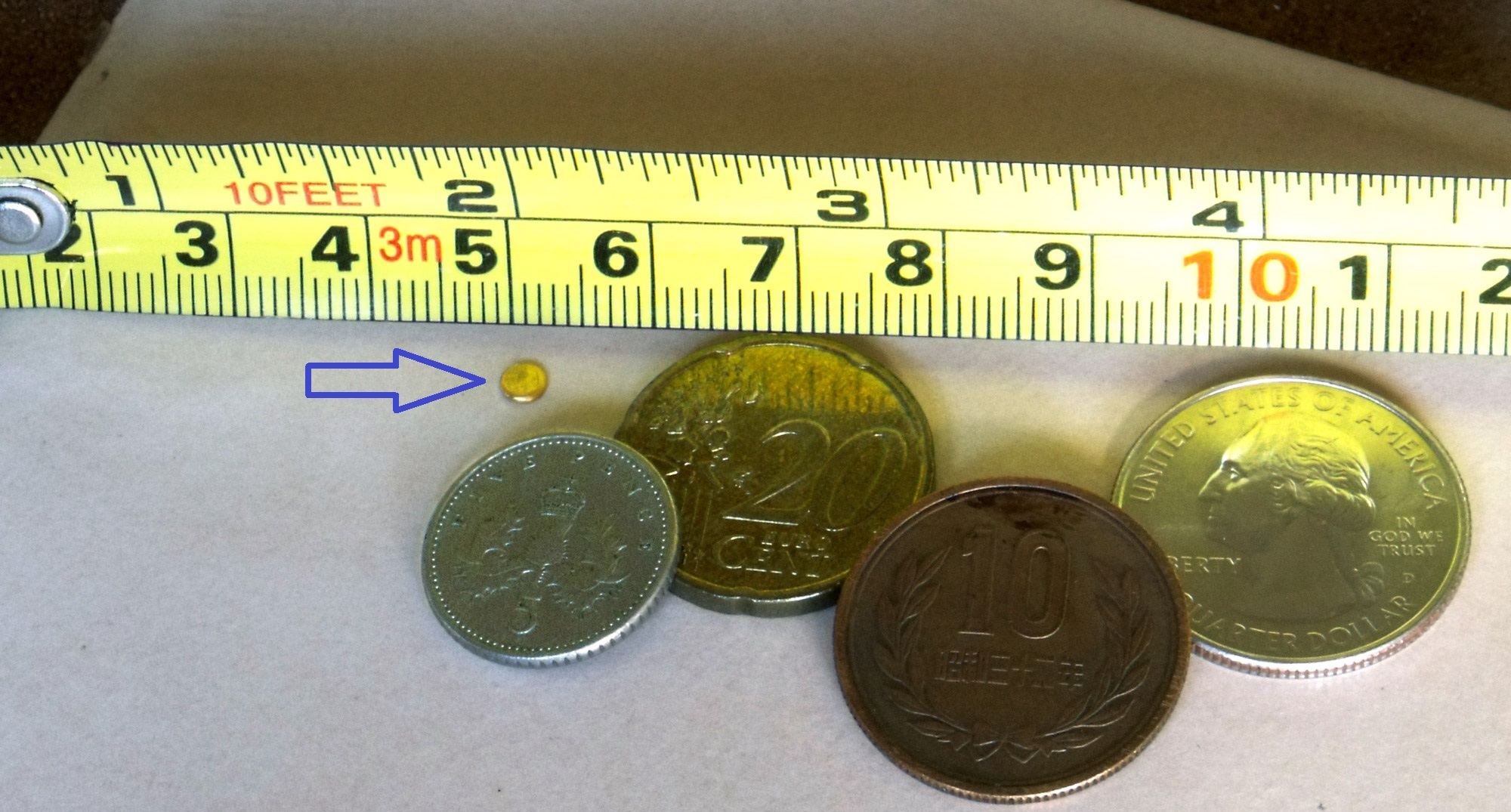
Le disque le plus petit sur la gauche proche de la graduation du cinquième centimètre est un morceau d'or pur pesant un grain troy. À la même échelle, des pièces des principales monnaies mondiales (₤, €, ￥, $). Au cours de l'or, la valeur du grain est supérieure à la valeur des pièces au change.

  - Dans les systèmes d'unité anglo-saxons avoirdupois et troy, un grain vaut 1/437,5 d'once, soit 64,798 91 milligrammes.
 Cette unité est notamment utilisée par certains armuriers pour donner le poids des balles et des charges de poudre utilisées par les armes à feu. Aux États-Unis, elle est également utilisée pour les masses des flèches des arcs.

La livre avoirdupois comprend 7 000 grains alors qu'une livre troy en comprend 5 760.

## Grain, longueur
- Un grain d'orge (en anglais barleycorn (en)) est une ancienne unité anglo-saxonne de longueur qui vaut 1/3 pouce, soit exactement 8,466 millimètres. Il y a 4 lignes dans un grain d'orge.